# Gastronomia d'Alvèrnia
La cuina alvernesa és la cuina tradicional d'Alvèrnia, que està emmarcada dins de la cuina occitana i és molt propera a la cuina llemosina. Potser la diferència més important entre les dues és que la cuina alvernesa utilitza molt més el formatge que la llemosina, que en aquest sentit se sembla més a la catalana, i que en canvi se serveix menys dels embotits i dels ànecs i oques. Pot considerar-se pertanyent a la cuina continental i, en els gustos i manera de fer, s'apropa a la cuina mediterrània pròpia del pobles d'interior, amb la diferència que tradicionalment no utilitza oli d'oliva sinó greixos animals.
La cuina del Llemosí i d'Alvèrnia, ambdues pertanyents a l'occitana, comparteixen el fet que són cuines camperoles, de paisatges de camp, muntanya i rius abondants, de poblacions allunyades de grans capitals i d'estar tancades al mar o l'oceà. Tampoc les comunicacions dins d'aquestes regions han estat tan fluides com en altres llocs. Molts plats i receptes tenen noms diferents a les dues regions, i també, i més sovint, al contrari, un mateix nom correspon a receptes diferents a les dues regions o fins i tot en províncies o municipis propers. Això també ocorre de vegades, per exemple, entre les diferents illes a la cuina de les Illes Balears. La cuina d'Ardecha també és molt semblant a l'alvernesa, bàsicament perquè també els ingredients principals que disposa (patata, castanya, bou, bolets, fruits del bosc, etc.) són els mateixos.
Es diferencia de la cuina gascona principalment en el fet que l'alvernesa no és atlàntica, en què s'utilitza menys la nata (i mai amb els peixos, com fan també els pescadors mediterranis) ni evidentment marisc d'aigua salada, però els peixos preferits són semblants.

## Ingredients bàsics
- Carn: Vedella, bou, xai, ànec, oca, polarda, cansalada de porc i carn de caça.
- Verdura: Agrella (semblant a la bleda), col, mongeta verda, porro, bleda.
- Tubèrculs: Patata, pastanaga, nap, ceba i escalunya.
- Peix i marisc: Truita i cranc de riu.
- Fruita: Poma, pera, codony, préssec, pruna, cirera, maduixa, grosella negra i nabiu.
- Fruita seca: Castanya i nou.
- Greix: Greix d'oca o d'ànec, saïm. Actualment es comença a introduir l'oli d'oliva.
- Altres: Pa, formatge, llentia, bolet (múrgola i tòfona), cargol.

## Plats

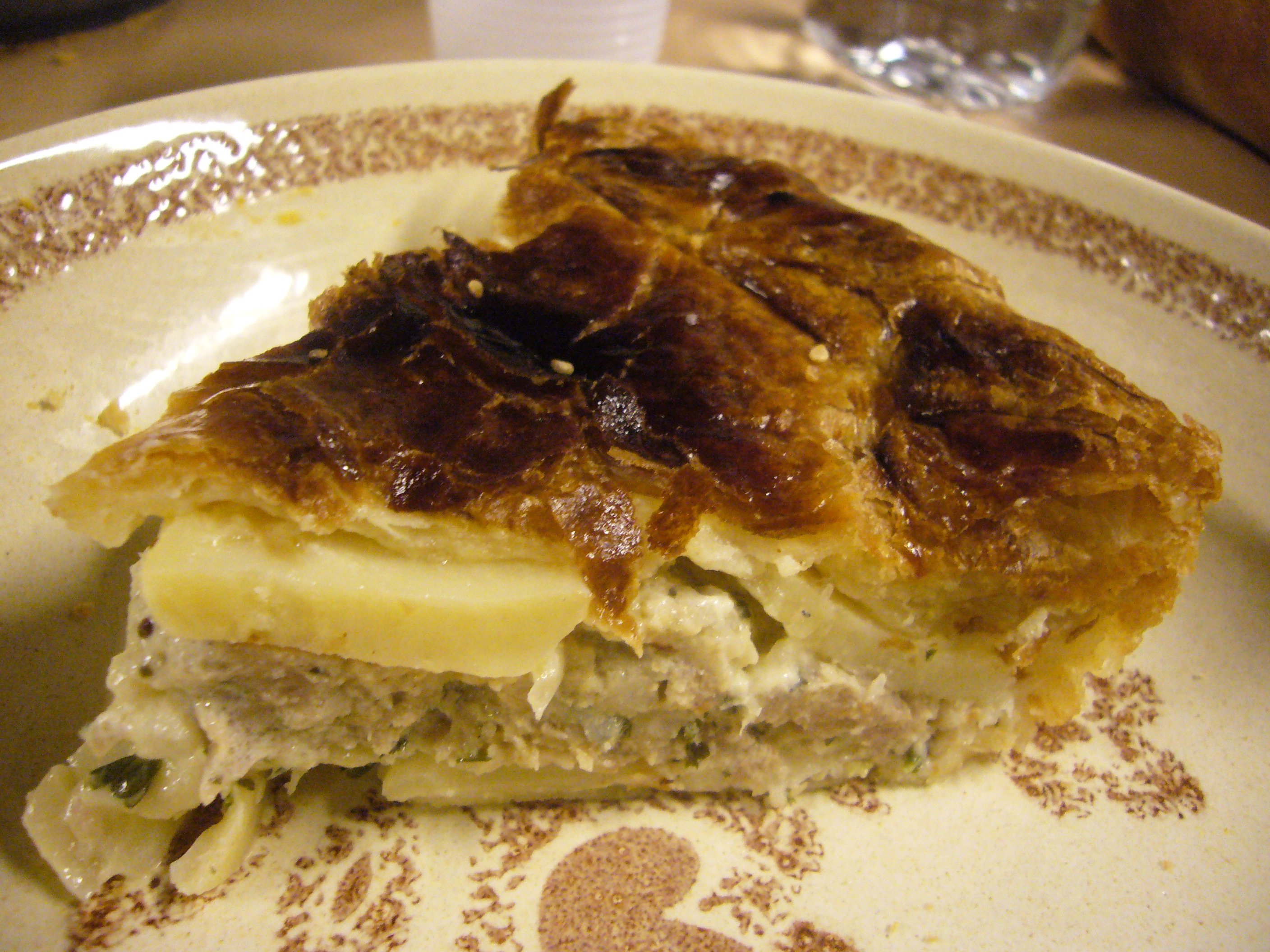
Pastís de patata

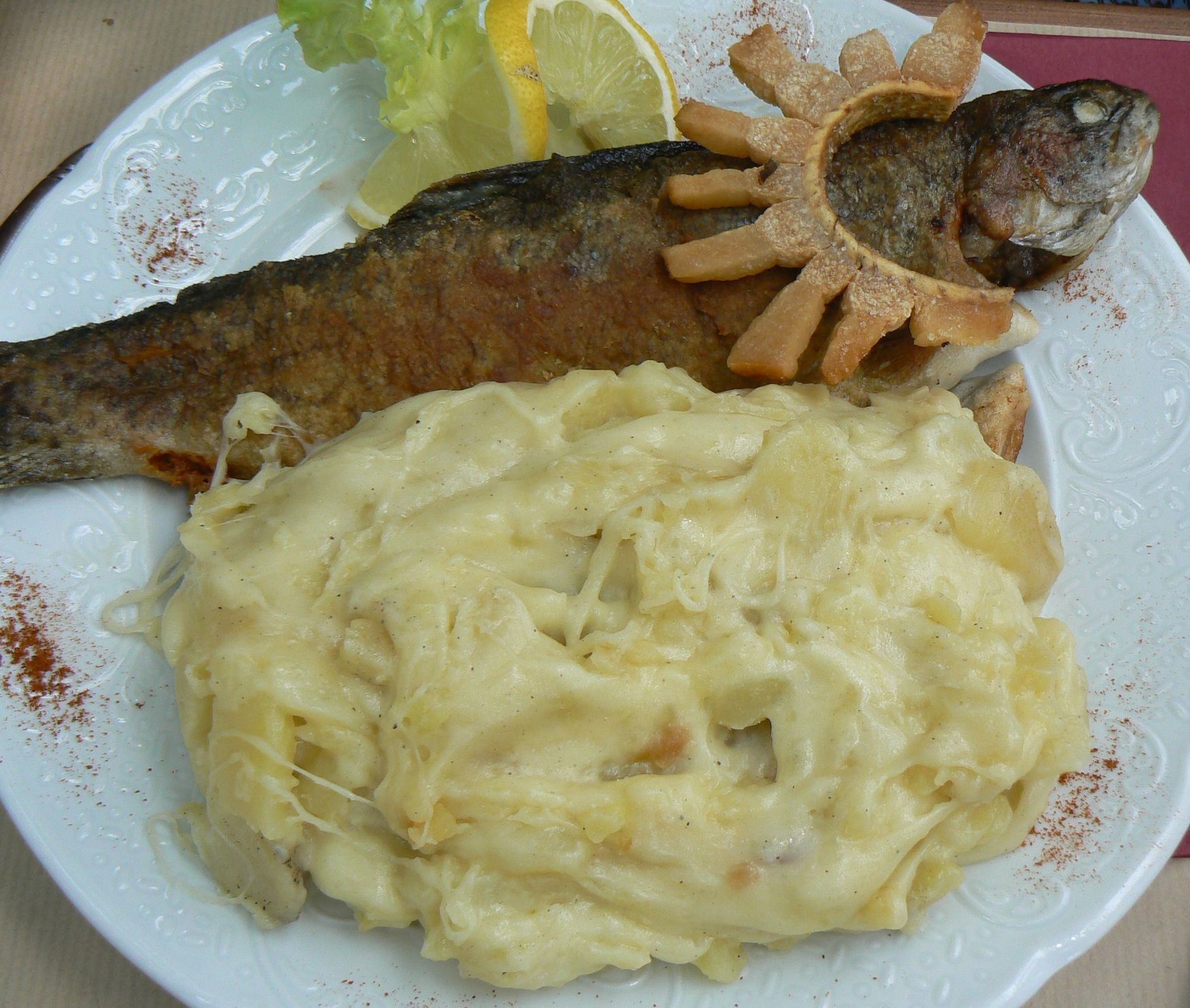
Truita de riu al llard amb trufada

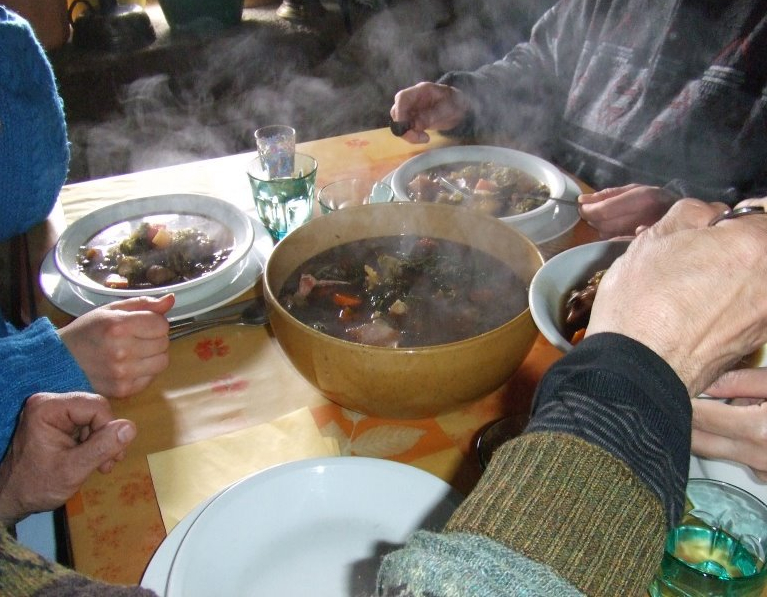
Guisat alvernès

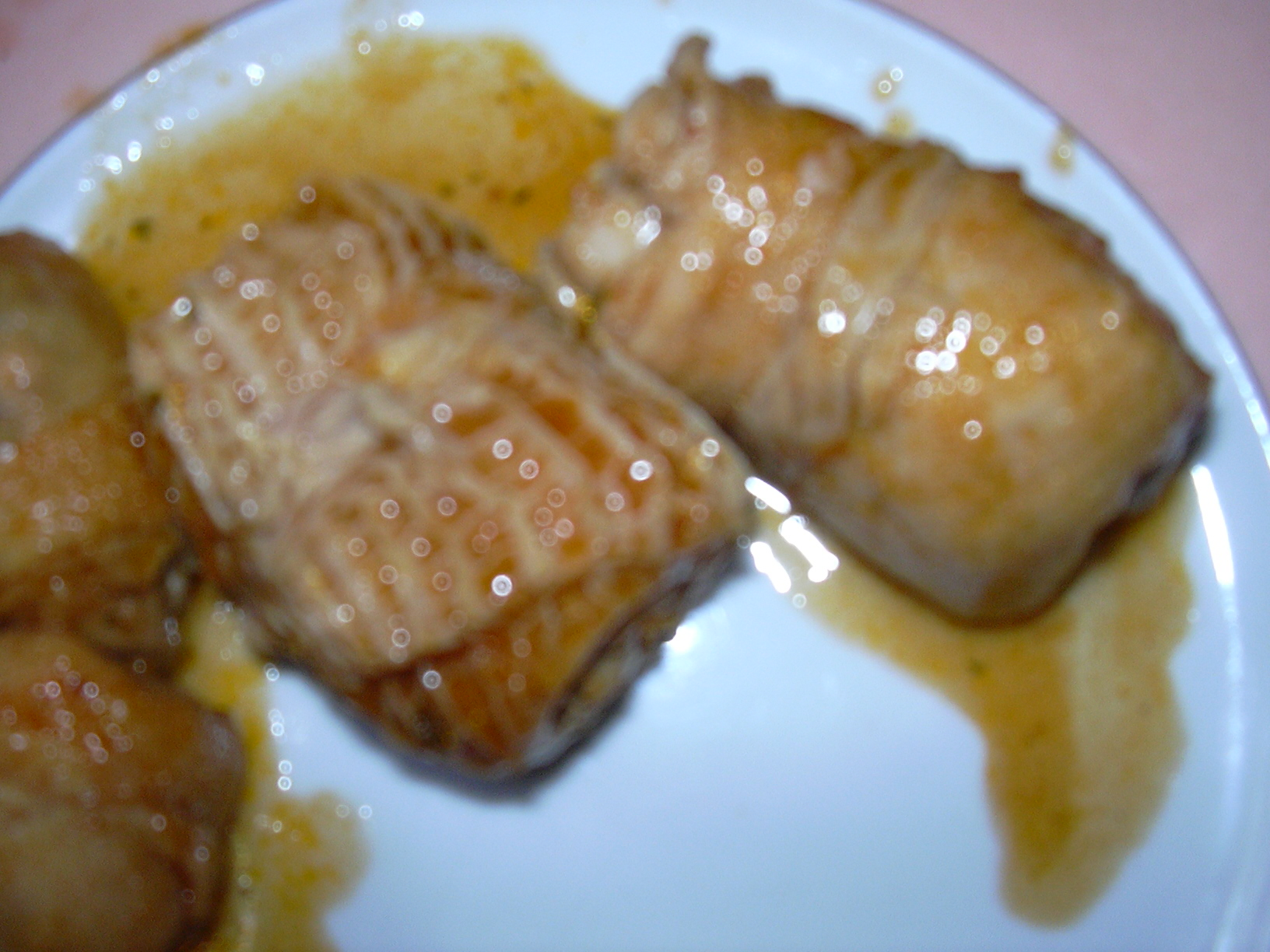
Uns tripons

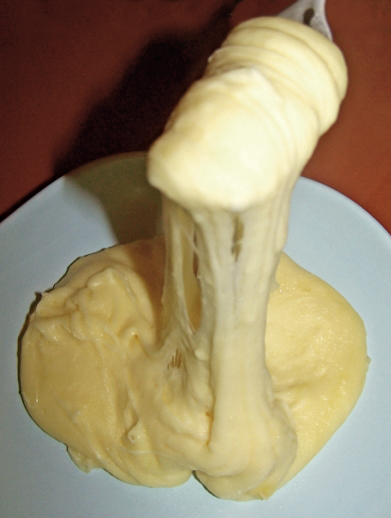
Un aligot

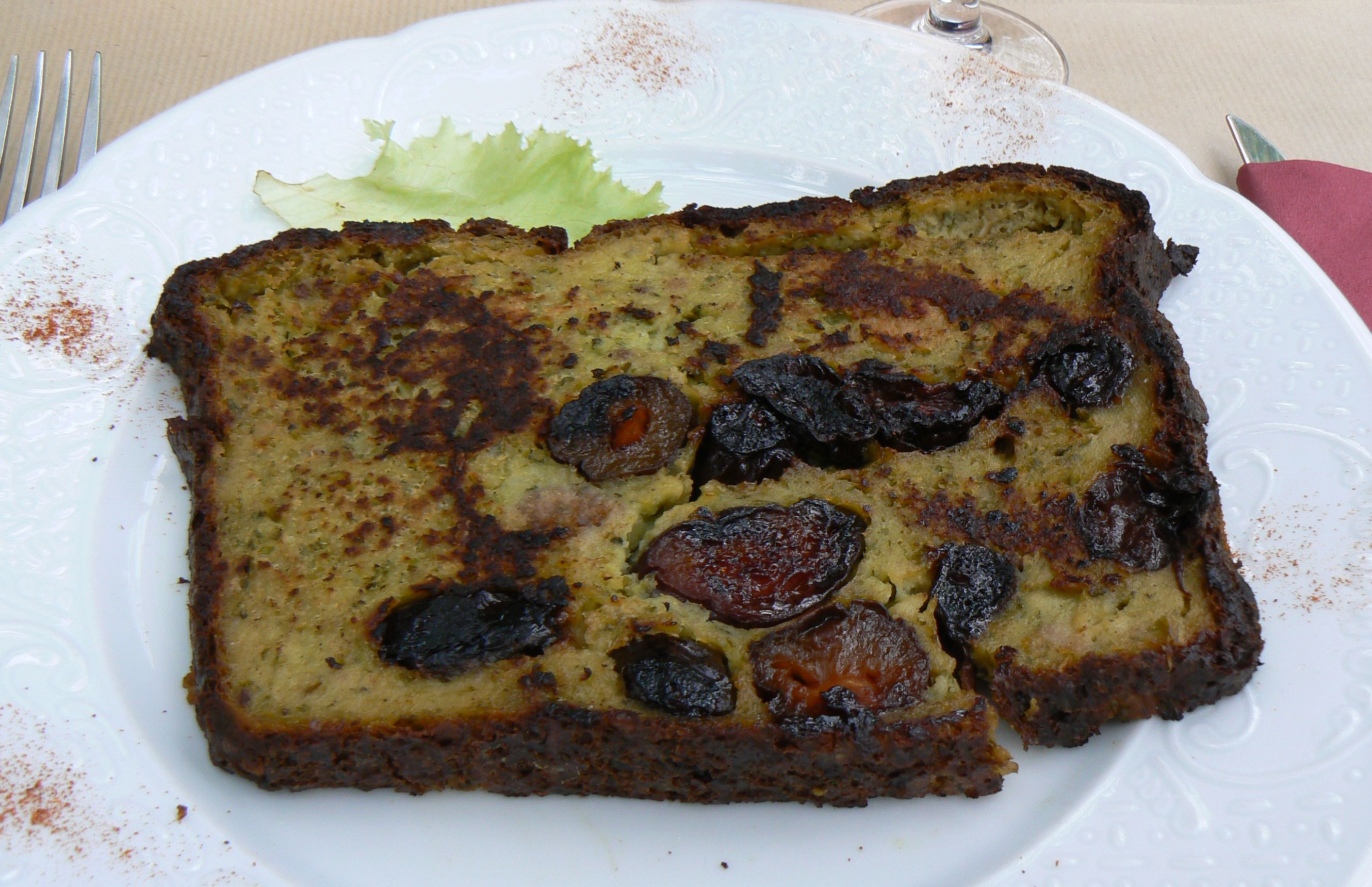
Una ració de pontin

Els plats tradicionals solien coure's al cantou o ximeneia, que estava sempre encesa -calia revifar les brasses al matí- a la sala principal de les cases alverneses i llemosines, (i d'altres llocs a Occitània), que feia de cuina i sala d'estar. En aquestes zones encara es parla del cantou, inclús en francès, per a referir-se a aquesta peça de la casa o, si no es té com a tal, de la cuina. Són, doncs, plats cuinats a foc suau durant un temps bastant llarg, les coccions en aigua solen començar amb l'aigua freda, en compte d'afegir els ingredients quan aquesta ja bull. Els plats solen ser fàcils de reescalfar, en origen, a la ximeneia. La verdura es troba sovint integrada en els plats de carn o de peix, a més de sopes i cremes. Les entrades (primer plat, més petit que el segon) solen ser a base de sopa en hivern o amanida a l'estiu. Els acompanyaments solen ser sencills, a base de patata, formatge, bolets, fruita o verdura. Es poden pescar peixos al riu, però es valora molt més la carn, que es cuina si es pot primer amb el fi de conservar-la (confitada, en salaó, en guisats i civets que es puguin reescalfar quan calgui, etc.). De fet gran part de la cuina alvernesa es basa en la idea de voler conservar els productes, com per exemple en embotits, compotes i codonyats de fruites, etc. Cal afegir que dos pilars en els que es basa aquesta cuina, la tècnica del confitat i l'ús de la patata, daten del segle xix. Abans les carns es cuinaven en civets o guisats amb salses, o es feien assecar, i els plats que ara tenen patata es feien amb pa. Va ser també en aquesta època que l'ús del vi es va generalitzar a tothom i durant tot l'any, i quan es començaren a fer més sovint alguns guisats que abans eren extraordinaris, ja que usaven un o dos gots de vi per persona, i que avui en dia ja no són gaire preuats.
- Aligot,[1] una mena de puré elàstic de patata i formatge de Cantal. L'aligot es menja per a acompanyar carn i botifarra. Tradicionalment cal tallar un mos de carn i introduir-la amb la forquilla dins de l'aligot, mentre que amb l'altra mà, amb ajuda del ganivet o d'una navalla, cal entortollar la banda elàstica d'aligot al voltant del mos. En temps de vaques magres, però, era un plat únic.
- Carns estofades en una gran quantitat de vi o, de vegades, per canviar, altres licors. A Alvèrnia i Llemosí aquest plat es feia típicament amb pollastre, i, amb el nom en francès, coq au vin,[1] ha estat posteriorment nacionalitzat com un dels plats més típics francesos. Aquesta manera general de cuinar, també altres carns i fins i tot peixos, de fet és tradicional d'Occitània, i la trobem igualment a Gascunya i Llenguadoc.
- Farcellets de col amb carn, típics també a la resta d'Occitània i que a la Vall d'Aran es coneixen com a caulets.
- Mesclum[2] (fulles verdes diverses) i altres amanides verdes.
- Pastís de patata,[1] una mena de coca tapada amb rodanxes de patata.
- Potée auvergnate,[1] o guisat alvernès. Com les altres grans escudelles occitanes, està feta amb col, patata i les altres verdures (pastanaga, ceba, etc.) i carn (cansalada, etc.) que es tinguin a l'abast.
- Patranca, és una trufada feta amb pa en compte de patata. És anterior a la trufada, ja que aquesta va aparèixer amb la introducció del cultiu de patata a Alvèrnia, simplement substituint un ingredient per l'altre al plat. Ambdós eren plats quotidianis a pagès. Avui solen ser acompanyaments i, tot i que ambdues versions encara conviuen, la de patata és més habitual.
- Pontin (s'ha afrancesat com a pounti) és el nom occità d'un pa de pessic salat amb ou, farina, llet, llevat, botifarra, bledes, all i julivert i que al mig té algunes prunes seques. Es serveix calent o tebi. Amb el que queda, quan està fred, es talla a llesques que es fregeixen i se serveixen calentes, típicament amb un mesclum. És originari de Cantal.
- Sopes de col, que solen tenir una mica de cansalada, amb llesques de pa o patata.
- Tripons, en francès, tripoux.[1] Els tripons són farcellets d'estómac de vaca que solen estar farcits de xai i vedella i es cuinen estofats. Es tracta d'un plat molt apreciat al centre d'Occitània, on les triponades o festes dels tripons són habituals a les festes populars. El farcit varia segons el municipi, sobretot la proporció entre els dos tipus de carn, i fins i tot se'n poden trobar sense farciment. Aquestes variants responen a adaptacions segons les possibilitats econòmiques i de rebost, seguides de les preferències i gust particular a cada poble, quan els recursos els ha permès escollir.
- Trufada,[1] a base de patates fregides, com per a fer truita de patata, i mató de formatge de Cantal, que s'hi barreja calent perquè fongui. La trufada és molt típica i habitual al massís de Cantal mentre que l'aligot és originari del sud-est d'aquest massís. Avui tots dos plats es mengen a Occitània, sobretot com a acompanyament, i hom menja un o l'altre segons el dia, per variar.

## Pans i companatges

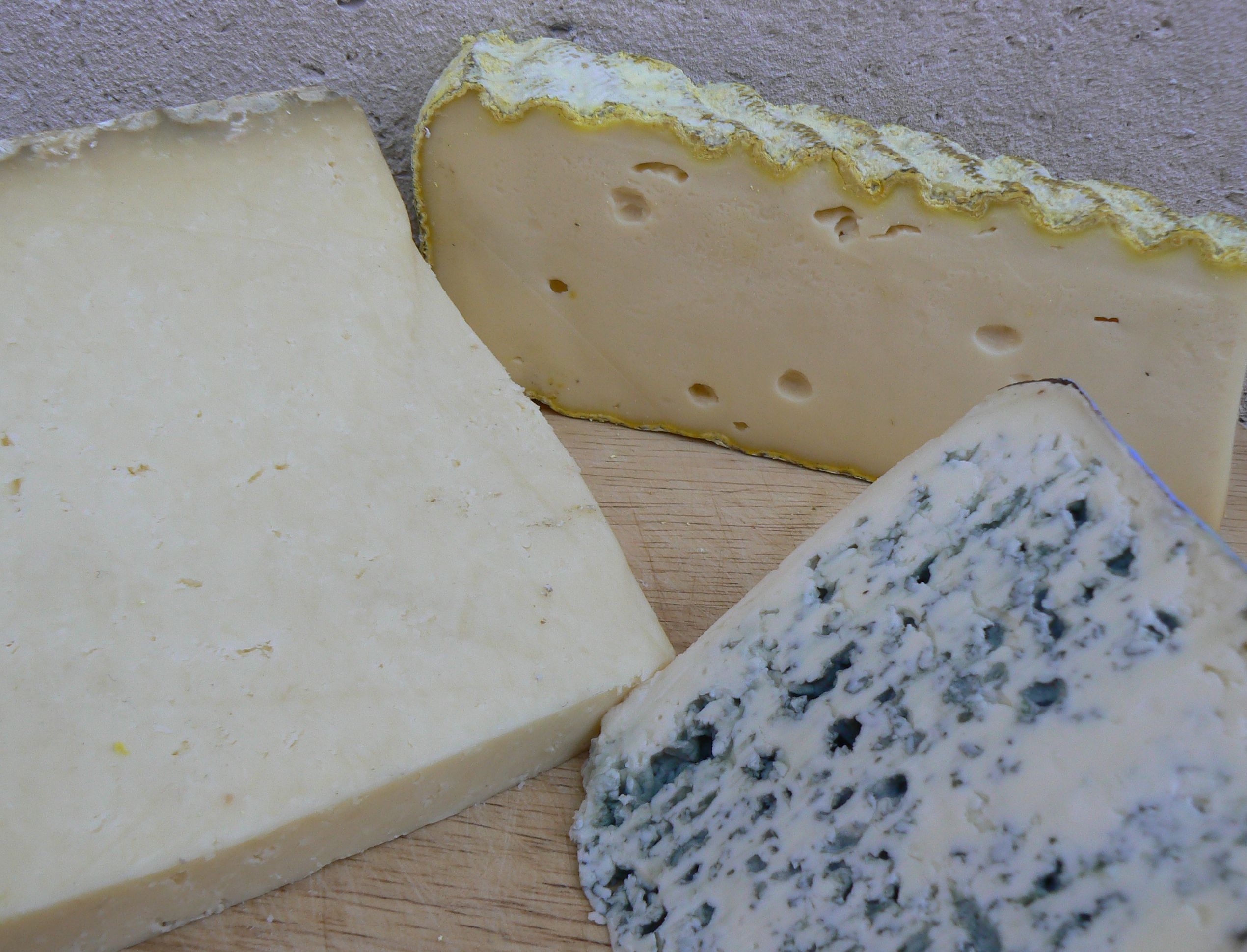
Formatge blau d'Alvèrnia, formatge cantal i fuixtra

Com a la resta d'Occitània, es fan també a Alvèrnia moltes conserves de carn confitada i en salaó, patés, terrines, botifarra, andouilles (una botifarra de tripes), etc.
Els companatges alvernesos tradicionals es basen en el formatge, i també hi ha un tipus de llonganissa local. Això és potser una de les coses que més els separa dels llemosins, o almenys d'algunes zones del país. Així, a Corresa els companatges tradicionals encara es basen en productes de l'ànec, com més al sud; però a la Creusa aquests ja no hi són presents i en canvi ja hi ha diversos formatges. Actualment a ambdós països (Alvèrnia i Llemosí) se solen menjar també els companatges del veí, que no prenen com a competència, en tractant-se de productes tan diferents, sinó com una manera d'obtenir més varietat.
- Formatges: Hi destaquen el cantal, el salèrn (que és cantal fet concretament a Salèrn), el blau d'Alvèrnia, el fourme d'Ambert i el saint-nectaire, i en un segon terme el fourme d'Ambert, el gaperon i el rocamadour.
- Llonganissa seca,[1] també s'hi fa una mena de botifarra molt típica que sembla una salsitxa de frankfurt gruixuda. Al Cantal es pot trobar una botifarra vermella del país molt semblant a la de Llenguadoc i Catalunya.
- Gratons: Són llardons fregits i tallats petits que se serveixen per picar a l'aperitiu.
- Pernil salat d'Alvèrnia.

En canvi, els tipus de pans especials -tot i que també hi ha pa de barra, i pa rodó de pagès- característics del nord d'Occitània els uneixen, ja que, si bé poden tenir noms diferents (tortú o borriol, per exemple), són idèntics.
- Mica: És una mena de pa que es fa amb el brou de l'escudella i es menja amb la carn d'olla.
- Borriol,[1] de farina de fajol, s'utilitza sobretot per a acompanyar carns amb salsa de vi, civets, etc.

## Postres i dolços

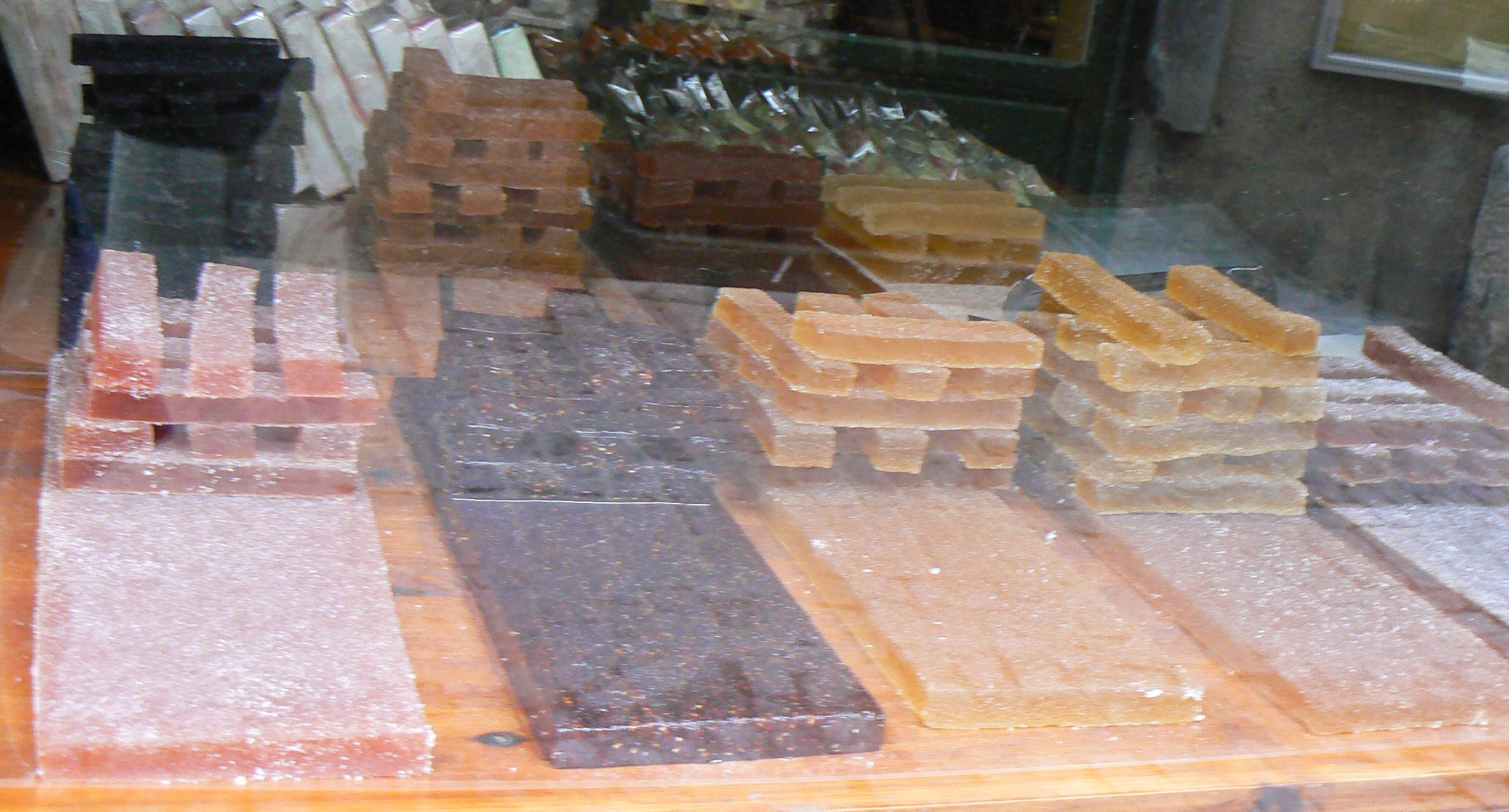
Codonyats

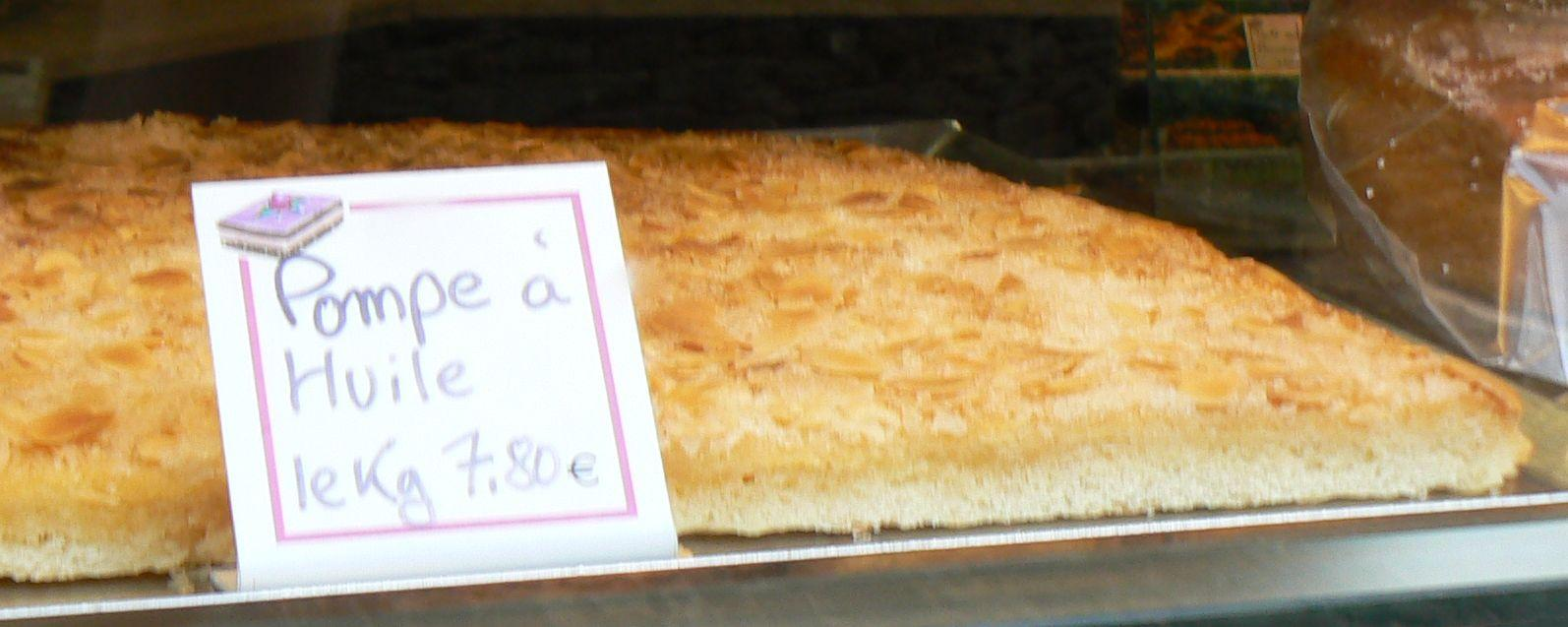
Pompa d'oli

Els àpats alvernesos acaben amb formatge, acompanyat sempre de pa i sovint amb amanida verda, seguit tradicionalment de fruita. En berenars i ocasions especials, però, es fan dolços que sovint són tartes senzilles de textura humida i cremosa, al gust local, molt semblant al dels Països Catalans (cremes o textures que les recorden, brossat, preparacions més modernes i "burgeses" amb nata muntada, com els pals i els tortells de diumenge, etc.). De vegades, com fan els seus veïns llemosins, incorporen fruites fresques o seques. Finalment, si els llemosins mengen sovint de preferència els formatges alvernesos abans que d'altres llocs de fora, a canvi els alvernesos tendeixen a incorporar les tartes i dolços llemosins a la seva cuina, també a més dels propis.
Algunes tartes i dolços tradicionals alvernesos són els següents:
- Cairat (en francès Carré) de Salèrn, una galeta.
- Codonyat, també es fa amb altres fruites, amb maduixes o nabius, per exemple.
- Cornet de Murat o de Vic, uns cons de galeta (com els dels gelats) farcits de formatge fresc (com es fa sovint a Sicília o a Menorca) o nata muntada. Són típics a les vil·les de Murat (Cantal) i de Vic-sur-Cère, i es mengen també per tot el Cantal.
- Farinettes, una mena de truita dolça i gruixuda, feta amb ou, llet i farina, que es cou a la paella a banda i banda i de vegades es cobreix de melmelada de fruits del bosc.[2]
- Faissada, en francès fachade, un pastís rodó que aparenta un gran pa de pessic tallat pel mig i farcit amb nabius. En realitat és un pastís molt consistent d'una massa semblant a un púding, de l'estil de la flonyarda, el clafotís, el gargulló i les altres tartes de fruita occitanes, amb la particularitat que la fruita es troba en una capa al mig, que en realitat -com a les altres tartes d'aquest estil ja mencionades- es cou amb la resta de la massa. Està generosament coberta de sucre. És molt típica al Puèg Mari (en occità, el Puy Mary), al massís de Cantal. El pastís de nabius, semblant a un clafotís i que pot o no tenir una base de pasta fullada, és també molt tradicional i típic, i estès a una zona molt més àmplia.
- Fogaça o fouace,[1] (fogassa) és un cóc occità de forma alta, com la d'un gran muffin o d'un brioix francès, que es fa a la zona de Cantal, a Alvèrnia (a més de al Llemosí).
- Milhàs dolç del Perigord, una mena de pastís de textura cremosa i fet amb blat de moro, llet, ous, sucre, ametlles amargues i fulles de llorer-cirer.[2]
- Milhar o millard,[1] un pastís cremós que a Alvèrnia es fa de vegades amb nabius en compte de cireres negres, com és típic a la cuina llemosina. Alguns alvernesos el confonen amb el clafotís llemosí, ja que aquest no es fa a Alvèrnia i és semblant al milhar, que es fa també al llemosí i es diferencia principalment en el seu gruix —el del milhar és el doble que el del clafotís—, i en la textura, que és més farinosa al milhar. Així doncs, és fals que "el milhar (milhas, millas) és el nom alvernès del clafotís llemosí".
- Pompas. Poden ser de poma, llavors són unes coques tapades o panades dolces farcides de poma,[1] o les anomenades d'oli, que recorden molt les coques catalanes senzilles de sucre i pinyons, tret que tenen làmines d'ametlla en comptes d'aquests darrers.

## Begudes
- Vi de la terra: blanc, rosat, negre o escumós.
- Ratafies i licors de fruites, per exemple el cassis, però també d'altres fruits del bosc, de castanya o de nou.
- El licor de genciana és un licor de color groc viu transparent, de gust amarg i que pot recordar altres aperitius, com per exemple el campari. Es veu sol, fred o amb gel. Els que troben que el seu gust és massa amargant el tallen amb un tret de licor de cassís. El Salers és un dels licors de genciana més conegut, que es fa a Salers.